# KZ-Außenlager Neubrücke
Das KZ-Außenlager Neubrücke wurde 1944 in der Gemeinde Hoppstädten-Weiersbach eingerichtet und bis 1945 betrieben. Es war eines der zahlreichen regionalen Nebenlager des Konzentrationslagers SS-Sonderlager Hinzert.
Die Gefangenen wurden als Zwangsarbeiter in dem unmittelbar südlich des Bahnhofgeländes Neubrücke und im Steinautal erbauten Zweigwerk der Deutsche Edelstahlwerke AG (DEW) zur Produktion von Fahrgestellen und Achsen für die Selbstfahrlafette Hornisse bzw. Nashorn und das Sd.Kfz. 251 eingesetzt.
Das Lager wurde am 18. März 1945 durch Truppen der 94. Infanteriedivision des XX. Korps der 3. US-Armee befreit.